# 계산 불가능 서수
집합론에서 계산 불가능 서수는 모든 계산 가능한 서수들의 상한인 서수이다.
그러므로 서수 붕괴 함수를 사용하여 표현할 수 없다.

## 처치-클린 서수와 확장
집합론에서 처치-클린 서수(Church-Kleene ordinal)는 계산 불가능 서수 중에서 가장 작은 극한서수이다.
Alonzo Church 와 SC Kleene의 이름을 따서 명명되었다.